# Siboglinum brevicephalum
Siboglinum brevicephalum är en ringmaskart som beskrevs av Flugel 1990. Siboglinum brevicephalum ingår i släktet Siboglinum och familjen skäggmaskar. Inga underarter finns listade i Catalogue of Life.